# Togobickij Viktor
Togobickij Viktor (Виктор Тогобицкий) (Kupino, Szovjetunió, 1952. május 3. – Budapest. 1999. március 13.) orosz származású magyar Erkel Ferenc-díjas zeneszerző.

## Élete
Középiskolába a novoszibirszki zeneművészeti szakközépiskolába járt, de már kilencéves korától zenét tanult. A leningrádi Rimszkij-Korszakov Zeneakadémián zeneszerzőként kitüntetéssel diplomázott. Diplomamunkája részeként Ady Endre egyes verseire dalokat írt.
Erőteljesen hatott rá Sosztakovics művészete.
Feleségül vette Frideczky Katalin zongoraművészt, e házasság révén települt Magyarországra 1977-ben.
Nyelvi lektorként évekig dolgozott a Corvina Könyvkiadónál, és zenei tárgyú munkákat fordított magyarról oroszra.
Tanított a Bartók Béla Zeneművészeti Szakközépiskolában és a Zeneakadémián is. Belépett a Fiatal Zeneszerzők Csoportjába, és a Magyar Zeneszerzők Egyesületébe is. 1998-ban Erkel Ferenc-díjat kapott.
Művei elsősorban kamarazenei művek. Eredeti stílusú zeneszerzőként hozzájárult a modern magyar komolyzenéhez. Darabjait időről időre ma is előadják.

## Művei[2]
- Concertino harsonára és zongorára
- A magány éneke
- 2 fúga zongorára
- 3 gyermekdarab zongorára
- c-moll ballada
- Gyermekfüzet
- Vallomás – szóló csellóra
- Epitáfiumok – zongorára
- Öt mű zongorára
- Zongoraciklus
- Esz-dúr prelúdium és fúga
- Fisz-moll prelúdium és fúga
- Reflections to Russian Composers
- Hat prelúdium zongorára
- Szólószonáta brácsára
- Zongoraszonáta
- Sonata per Violino Solo
- 5 invenció vonósnégyesre és zongorára
- Adagio kürtre és vonósnégyesre
- Adagio és Scherzo
- Aria per Violino e Fortepiano
- Capriccio brácsára és zongorára
- Concertino fuvolára, nagybőgőre és kamarazenekarra
- Nyolc hegedűduó
- Búcsúzás
- Egy régi naplóból – 2 hegedűre
- Kis szvit fuvolára (vagy furulyára) és gitárra
- Poéma
- Kvartett
- Kvintett
- Quintetto d´ottoni
- Scherzo
- Scherzo csellóra és zongorára
- Második kvartett
- Trio per Violino, Violoncello e Fortepiano
- Triptichon kamarazenekarra
- Fúvósötös
- Kórusmű
- 4 a capella vegyeskarra
- De profundis clamavi
- Ó, te Oroszország – a capella vegyeskarra
- Magány – a capella nőikarra
- Három a capella kórus
- Három Juhász Gyula vers nőikarra
- Két ballada a capella vegyeskarra
- 2 dal baritonhangra, zongorakísérettel
- 3 monológ Szergej Jeszenyin verseire
- 3 dal basszushangra és zongorára
- 3 dal Szergej Jeszenyin verseire
- 3 dal zongorakísérettel
- 5 gyermekdal
- 5 dal orosz népi szövegekre
- A Pireneuson túl – kantáta Jevtusenko verseire
- Lelkek a pányván
- Az emlékezet alagsora – kantáta Anna Ahmatova verseire
- Két dal basszushangra zongorakísérettel